# سیارک ۱۶۸۰۷
سیارک ۱۶۸۰۷ (به انگلیسی: 16807 Terasako، نامگذاری:1997TW25) شانزده هزار و هشتصد و هفتمین سیارک کشف شده‌است که در ۱۲ اکتبر ۱۹۹۷ کشف شد.
قدر مطلق سیارک برابر ۱۰.۷ است.